# Tochizaur
Tochizaur (Tochisaurus nemegtensis) – niewielki teropod z rodziny troodonów. Jego jedyne skamieliny – holotyp (PIN 551-224) zawierający drugą (233 mm), trzecią (232 mm) i czwartą (242 mm) kość śródstopia zostały znaleziony w datowanych na wczesny mastrycht osadach formacji Nemegt (południowa Mongolia). Pierwsza wzmianka o tochizaurze pojawiła się w wydanej w 1987 r. pracy Kurzanowa pt. "Avimimidae and the problem of the origin of birds" jako o nieznanym teropodzie.
W tym samym roku Halszka Osmólska uznała, że jest on przedstawicielem Troodontidae i spekulowała, na temat jego przynależności do rodzaju Borogovia. W 1991 r. razem z Kurzanowem opisała wyżej wymieniony materiał jako należący do nowego troodona o nazwie Tochisaurus nemegtensis. Jego nazwę rodzajową utworzono od mongolskiego słowa tokhi – „struś” i  greckiego sauros – „jaszczur”. Odnosi się ona od podobieństwa kości śródstopia tochizaura do strusiej. Epitet gatunkowy (nemegtensis) pochodzi od formacji Nemegt – miejsca znalezienia skamielin wymienionego wyżej teropoda. Raczej nie jest on na synonimem borogowi ze względu na bardziej zredukowaną drugą kość śródstopia synonimem borogowi, co zauważyli Kurzanow i Osmólska (1991). Niewykluczone jednak, że Tochisaurus jest starszym synonimem zanabazara, choć Mortimer (online) zauważył pewne różnice w ich budowie. Redukcja drugiej kości śródstopia świadczy, że tochizaur nie posiadał charakterystycznego dla deinonychozaurów powiększonego drugiego palca stopy (podobnie jak Borogovia). Oprócz niej charakterystyczną cechą tego deinonychozaura jest nachylona przednia część kości śródstopia.